# 野口敦史
野口 敦史（のぐち あつし、1967年7月25日 - ）は、日本のジャーナリスト。日本テレビ放送網の元アナウンサー、日本テレビホールディングス経営戦略局広報部を経て現在は同局解説委員。

## 来歴・人物
埼玉県草加市出身。埼玉県立浦和西高等学校、早稲田大学卒業後、1992年入社。同期のアナウンサーには大神いずみ（現在：フリー）、平川健太郎、松本志のぶ（現在：フリー）がいる。アナウンサー時代は主に報道番組やスポーツ中継を担当。特に全日本プロレス中継では若林健治らがプロレス中継から一線を退いてからは、金子茂と共にメイン実況を務めた。若林"マンモス"健治、福澤"ジャストミート"朗、金子"若僧"茂に次いで野口に付けられた愛称は"性獣"だった。
1998年6月の人事異動で報道局外報部に異動、政治部を経て外報部に復帰。政治部時代は民主党を担当していた。
その後は日本テレビ営業局や同社の米国現地法人である「NTV International」（NTVIC）の代表者（社長）を務めた後、日本テレビホールディングス経営戦略局広報部に所属。
現在は報道局へ戻り、解説委員として政治関連のニュースを担当している。
兄は、埼玉県草加市でレストランを経営している(*1億人の大質問!?笑ってコラえて!（日本テレビ系列）2022年4月13日放送分)。

## 担当した番組
- スポーツ中継（プロレス）
- NNNニューススポット
- 投稿!特ホウ王国
- NNNニュースサンデー（初代キャスター：1996年4月7日 - 2000年3月26日）
- ルックルックこんにちは